# Catharsius cassius
Catharsius cassius är en skalbaggsart som beskrevs av Hermann Julius Kolbe 1893. Catharsius cassius ingår i släktet Catharsius och familjen bladhorningar. Inga underarter finns listade.